# Брик Бредфорд
Брик Бредфорд је стрип научнофантастично-пустоловног жанра који су креирали амерички аутори - цртач Кларенс Греј и сценариста Виљем Рит. Стрип је први пут објављен у верзији дневног каиша 21. августа 1933. године. Слично као што су пре њега стрип-јунаци Флаш Гордон и Ден Дери започели своју каријеру као пробни пилот, тако је почео и Брик Бредфорд, али је убрзо постао свемирски путник и путник кроз време.
Велика популарност стрипа одвела је овог стрип-јунака и на филмско платно. Током 1947. снимљен је филмски серијал од 15 епизода.
Након смрти Кларенса Греја 1957. године, цртање стрипа је преузео Пол Норис. Норис је са Брик Бредфордом имао велико искуство јер је 5 година раније (1952) почео цртање авантура овог стрип-јунака.
На простору бивше Југославије стрип о Брику Бредфорду се први пут појавио у "Новом стрипу" 1937. године, а након тога су га објављивали: "Мика Миш", "Новости", "Око", "Робинзон", "Забавник", "Буфало Бил (магазин)", "Паја Патак (магазин)", "Авијатичарски стрип роман", "Микијево царство", "Политикин забавник", "Плави забавник", а у новије време објављен је у стрип албуму у оквиру библиотеке "Носталгија)"